# Церцвадзе, Михаил Ираклиевич
Михаил Ираклиевич Церцвадзе (10 января 1905 года, село Кведа-Сакара, Шорапанский уезд, Кутаисская губерния, Российская империя — неизвестно, Грузинская ССР) — грузинский советский хозяйственный деятель, главный агроном отдела сельского хозяйства Зестафонского района, Грузинская ССР. Герой Социалистического Труда (1949).

## Биография
Родился в 1905 году в крестьянской семье в селе Кведа-Сакара Шаропанского уезда. Получил высшее сельскохозяйственное образование. С декабря 1927 проходил службу в Красной Армии. После военной службы трудился на различных административных и хозяйственных должностях в Зестафонском районе. В послевоенные годы — главный агроном отдела сельского хозяйства Зестфанского района.
Занимался развитием виноградарства в Зестафонском районе. Благодаря его деятельности виноградарские хозяйства Зестафонского района в 1948 году перевыполнили районный план по сбору винограда на 32,2 %. Указом Президиума Верховного Совета СССР от 9 августа 1949 года удостоена звания Героя Социалистического Труда за «получение высоких урожаев винограда на поливных виноградниках в 1948 году» с вручением ордена Ленина и золотой медали «Серп и Молот».
Этим же Указом были награждены первый секретарь Зестафонского райкома партии Сергей Викторович Сакварелидзе, заведующий отделом сельского хозяйства Зестафонского района Андрей Иосифович Гиоргадзе и 27 тружеников различных виноградарских хозяйств Зестафонского района.
В последующие годы трудился в Зестафонском исполкоме, руководил агрономическим отделом Зестафонского района.
С 1969 года — персональный пенсионер союзного значения. Дата его смерти не установлена.
Награды
- Герой Социалистического Труда
- Орден Ленина
- Медаль «За оборону Кавказа» (01.05.1944)